# Patrizia Rossi
Patrizia Rossi (Milano, 2 giugno 1951) è una scrittrice italiana.

## Biografia
Patrizia Rossi nasce a Milano, frequenta il liceo classico e durante gli studi universitari, oltre a diplomarsi in regia alla Scuola del Piccolo Teatro fa teatro attivamente: nel 1971 con il Gruppo Teatro Acquarius (Roberto Agostini, Gabriele Salvatores, Denise Petriccione, Erika Rossi, Tonino Donato) mette in scena a Milano al Teatro Uomo il Doctor Faust, rielaborazione del mito faustiano prendendo spunto da Christopher Marlowe, Thomas Mann e Goethe. Nel 1972 con il Teatro Aperto (Roberto Agostini, Gabriele Salvatores, Denise Petriccione, Erika Rossi) mette in scena in un capannone di viale Zara a Milano La morte rossa e Saltarospo tratti da Edgar Allan Poe. Nel 1972/73 fonda insieme a Roberto Agostini e il comitato di quartiere Pontenuovo il Teatro Officina, che viene inaugurato con L'Antigone di Sofocle di Brecht del Gruppo delle Rocca. Nel 1975 torna ad organizzare il Teatro Officina per poi abbandonarlo definitivamente per disaccordi sulle scelte artistiche.
Nel 1976 crea un documentario sulla nascita e sullo svolgimento dello spettacolo Rotobolo di Remondi e Caporossi, Milano, Confronti Teatrali, Piazza Vetra. Caporossi ne ha sempre fatto uso come di un proprio progetto senza mai riconoscere la proprietà artistica all'autrice. L'anno seguente ha girato un secondo documentario sul Teatro Artigiano di Cantù che invece le ha sempre riconosciuto la regia del documentario. Sempre nel 1976 si laurea in filosofia con una tesi in critica d'arte, relatore Enrico Castelnuovo (110 e lode).
Dal 1976 al 1981 (quando diventa mamma) si afferma nella sua professione di fotografa dell'avanguardia teatrale, collaborando a riviste specializzate, libri, oltre che a Panorama, L'Europeo, La Repubblica e l'annuario Il Patalogo. In quegli anni crea alcune performance d'appartamento: Re e Regina, Punto di vista del gioco, Effetto Speciale. Nel '79 partecipa alla Mostra del Fumetto di Lucca.
Negli anni '80 si dedica al disegno e lavora come creativa con varie società pubblicitarie. Dal 1990 in poi collabora con la Ferrero nella creazione dei personaggi e delle storie degli ovetti Kinder.
Nel 2006 si trasferisce a Berlino e apre un blog pacifista in Splinder, con lo pseudonimo di Batsceba Hardy e dal 2008, dopo aver pubblicato l'ultimo libro come Patrizia Rossi, si trasforma completamente nel suo alter ego. Ha pubblicato con Emma Books due e-book, In utero e Variazioni sul Destino, e con Canyon altri romanzi.
A Berlino torna alla sua vecchia passione, la fotografia ed ha mostrato i suoi lavori in alcune esibizioni.
Nel 2017 fonda Progressive-Street una "Gang" di street fotografi internazionali e una piccola casa editrice indipendente, producendo un magazine e una serie di libri. Con lo pseudonimo pubblica il suo ultimo romanzo La vita è stanca con Miraggi Edizioni. Negli ultimi anni è diventata una curatrice di mostre fotografiche.
Ha curato le mostre collettive del gruppo Progressive Street: Stazioni 2018/2020, Stagioni 2021 e Presenze 2021 e insieme a Christine Enrile di c|e contemporary le mostre nello spazio Discovery:
– "NEW YORK VERTICALE " JOHN GELLINGS 19 novembre / 1 giugno 2020 – JOÃO COELHO "RIDING THE TURTLES"  11 giugno / 4 dicembre 2021
Sempre con Christine Enrile ha curato tre importanti mostre – STREET SPIRIT, ISRAELE  9 agosto / 27 novembre 2021 Palazzo Tagliaferro, Andora, Savona
– “LOST IN HOLLYWOOD” la prima mostra personale in Italia dell'artista tedesco, di adozione americano, Michael Dressel, Milano 15 Ottobre 2021, c|e contemporary – I DIMENTICATI  mostra personale di João Coelho 23 aprile / 3 luglio 2022.

## Opinioni della critica
Della sua personalità di scrittrice e del suo universo romanzesco ha scritto Antonio Faeti: "Ci sono scrittori avari e scrittori prodighi. Patrizia Rossi è generosissima con i suoi lettori, vuole trattarli come si faceva un tempo nelle case ricche e ospitali, tutto dev'essere messo a disposizione di questi amatissimi visitatori, le pagine sussultano, piene, colme, di avvenimenti, di umori, di frenetiche informazioni. Gli scrittori molto prodighi amano il mondo, amano la vita, amano i lettori e odiano profondamente la noia."

## Opere
Dall'esordio, nel 1992, ha pubblicato numerosi romanzi per ragazzi con i maggiori editori italiani, ottenendo riconoscimenti (il Premio Bancarellino 1996 con Brividi d'estate e il Premio Martoglio 1996 con Il gioco delle perle di drago, entrambi pubblicati nella collana “I Delfini” Bompiani/Fabbri; il Premio Guidonia 2000 per Robin dei boschi). Negli ultimi anni ha creato anche testi per la narrativa scolastica.
- Giallo di Natale(Nuove Edizioni Romane, 1992)
- L’albero degli smemorati(Franco Cosimo Panini, 1994)
- Brividi d'estate (Delfini Fabbri, 1995)
- Che fine ha fatto Mariella-san? (E.L, 1995) ¿Donde esta Mariella-San? (edebé, 1997) On és la Mariella-San? (edebé, 1997)
- Un fantasma in sala professori(Giunti, 1995)
- Il gioco delle perle di drago (Delfini Fabbri, 1996)
- Il bambino della valigia verde (E.L, 1999)
- Robin dei boschi (Giunti, 1999)
- Il ritorno degli umanoidi(Disney, 2000)
- Un cucciolo a Pompei (Edizioni Svizzere per la Gioventù, 2001/ ristampa 2022)
- I biscotti del coraggio (Città Nuova/I colori del mondo, 2003)
- Mi chiamo Druw (Delfini Fabbri, 2003)
- Chris prima della guerra (Contrasti Fabbri, 2005)
- Il carillon di Ludwig (Fanucci 2008)
- Fiabe classiche da tutto il mondo (Periodico settimanale + audio RBA Italia, 2009)

narrativa scolastica
- Goldoni racconta (Nuove Edizioni Romane, 2000 e ristampa 2007)
- 99 Films. Il cinema raccontato ai giovani (Nuove Edizioni Romane, 2001)
- Ridere con Shakespeare(Bruno Mondadori, 2002)
- Non serve andare lontano (Edizioni Archimede-Paravia-Bruno Mondadori 2007)
- Parla, ti ascolto (Edizioni Archimede-Paravia-Bruno Mondadori 2008)
- Un mondo imperfetto(Archimede – Pearson nel 2012)

## Traduzioni
Libri tradotti:
- Linda Aronson, Una salute di ferro (I Delfini/Fabbri, 2002)
- Errol Broome, Il Saltarocce (I Delfini/Fabbri, 2002)
- Alan Arkin, Cassie ama Beethoven (I Delfini/Fabbri, 2002)
- Graeme Base, CaniCamion (I Delfini/Fabbri, 2002)
- Matthews, L. S., Il Pesce (I Delfini/Fabbri, 2004)
- Alan Gibbons, Io, Julie e il nemico numero 10 (Narrativa Fabbri, 2004)
- Catherine Forde, Fat boy swim (Narrativa Fabbri, 2004)
- Ann Brashares, Quattro amiche e un paio di jeans - Per sempre in blu (Fabbri, 2004)
- Linda Aronson, Ma quanto sei Rude (I Delfini/Fabbri, 2005)
- Jan Mark, Dentro ho qualcosa che non si può mostrare (Fabbri Contrasti, 2006)
- John Boyne, Il bambino con il pigiama a righe (Fabbri, 2006)
- Frances Hardinge, Volo nella notte (Narrativa Fabbri, 2006) (trad: Patrizia Rossi, Berenice Capatti, Maria Concetta Scotto di Santillo)
- Peadar O' Guilin, La Trilogia delle ossa - L'inferiore (Rizzoli, 2007)
- Cristopher Paolini, Brisingr (Rizzoli, 2008) (trad: Maria Concetta Scotto di Santillo, Valeria Bastia, Patrizia Rossi)
- Junot Diaz, Drown (Oscar Mondadori 2008) (trad: Roberto Agostini, Patrizia Rossi)
- Lesléa Newman, Hachikō, (Burextra Rizzoli, 2010)